# Till There Was You
Till There Was You (englisch für: Bis es Dich gab) ist ein Lied von Meredith Willson, das 1958 als Teil des Musicals The Music Man veröffentlicht wurde. Komponiert wurde es ebenfalls von Meredith Willson. Die Erstveröffentlichung erfolgte schon 1950.
Im Jahr 1963 wurde Till There Was You von der britischen Band The Beatles auf ihrem Studioalbum With the Beatles veröffentlicht.

## Hintergrund
Der Originaltitel des Liedes Till There Was You war Till I Met You und wurde 1950 von Meredith Willson And His Orchestra and Eileen Wilson als Single A-Seite veröffentlicht.
Im Mai 1959 wurde als Single A-Seite Till There Was You von Anita Bryant auf Carlton Records veröffentlicht. Diese Version erreichte Platz 30 in US-amerikanischen Charts.
Till There Was You gehörte 1961 bis 1964 (wie auch der heutige Jazzstandard My Funny Valentine) zum Liverepertoire der Beatles, eine frühe Version befindet sich auf dem Album Live! at the Star-Club in Hamburg, Germany; 1962. Till There Was You gehört zu den 15 Liedern, die am 1. Januar 1962 während der Decca Audition aufgenommen wurde. Diese Version wurde aber bisher nicht legal veröffentlicht. Während der Studioaufnahmen zum Album With the Beatles nahmen die Beatles sechs Fremdkompositionen für das Album auf, da sie nicht genügend geeignete Eigenkompositionen hatten, eine davon war Till There Was You.
Paul McCartney sagte zum Lied: „Für mich gab es nie einen Unterschied zwischen einer schönen Melodie und einem ordentlichen Rock ’n’ Roll. Ich mochte all die Balladen, die ich durch meinen Vater und meine Verwandten lieben gelernt hatte, Till There Was You und My Funny Valentine fand ich gut. Da wir Till There Was You und Ain’t She Sweet, also Rock ’n’ Roll und richtige Barmusik spielten, waren wir nicht einfach irgendeine Rock'n' Roll-Band.“

## Aufnahme der Beatles
Erste Studioaufnahme:
Der Manager der Beatles, Brian Epstein, konnte Mike Smith, einen Assistenten in der Abteilung A&R bei Decca Records, überzeugen, am 13. Dezember 1961 ein Konzert der Beatles im Cavern Club zu besuchen. Smith war von dem Auftritt so beeindruckt, dass er für den 1. Januar 1962 um 11 Uhr Probeaufnahmen ansetzte. Die Produktionsleitung der Decca Audition hatte Mike Smith in den Decca Studios, Broadhurst Gardens, London, inne, es gab pro Lied nur einen Take, aufgenommen wurde in Mono. Overdubs wurden nicht produziert und eine Abmischung fand nicht statt. Die Beatles spielten also quasi live – innerhalb einer Stunde nahmen sie 15 Lieder auf. Neben Like Dreamers Do wurden noch die Lennon/McCartney-Kompositionen Hello Little Girl und Love of the Loved eingespielt. Anfang Februar 1962 wurden die Beatles von Decca überraschenderweise abgelehnt.
Besetzung
- John Lennon: Rhythmusgitarre
- Paul McCartney: Bass, Gesang
- George Harrison: Leadgitarre
- Pete Best: Schlagzeug

Diese Version ist bisher lediglich auf Bootleg veröffentlicht worden.
Zweite Studioaufnahme:
Till There Was You wurde erneut am 18. Juli 1963 zwischen 19 und 22:45 Uhr in den Londoner Abbey Road Studios (Studio 2) mit dem Produzenten George Martin aufgenommen. Norman Smith war der Toningenieur der Aufnahmen. Die Band nahm insgesamt 3 Takes auf, wobei sie mit dem Ergebnis nicht zufrieden waren.
Am 18. Juli 1963 nahmen die Beatles noch drei weitere Lieder auf:  You Really Got a Hold on Me, Money (That’s What I Want) und  Devil in Her Heart.
Am 30. Juli wurde Till There Was You zwischen 17 und 23 Uhr erneut eingespielt. Die Band nahm weitere 5 Takes auf. Take acht wurde für die finale Version verwendet. An diesem Tag wurden noch die Lieder It Won’t Be Long, All My Loving, Please Mister Postman und Roll Over Beethoven aufgenommen.
Die Abmischung des Liedes erfolgte am 21. August 1963 in Mono und am 29. Oktober 1963 in Stereo.
Besetzung
- John Lennon: Akustische Rhythmusgitarre
- Paul McCartney: Bass, Gesang
- George Harrison: Akustische Leadgitarre
- Ringo Starr: Bongos

## Veröffentlichungen
- Im Februar 1958 wurde das Album The Music From Meredith Willson's The Music Man von Meredith Willson veröffentlicht.[9]
- Am 12. November 1963 erschien Till There Was You in Deutschland auf dem ersten Beatles-Album  With the Beatles, in Großbritannien war es das zweite Beatles-Album.
- In den USA wurde Till There Was You erstmals auf dem dortigen zweiten Album Meet the Beatles! am 20. Januar 1964 veröffentlicht.
- In 1964 erschien in Costa Rica die Beatles-Single Till There Was You / Hold Me Tight.[10] Im Dezember 1963 wurde in Frankreich unter anderem die Jukebox-Single Till There Was You / P.S. I Love You veröffentlicht.[11]
- Für BBC Radio nahmen die Beatles unter Live-Bedingungen acht weitere Fassungen von Till There Was You auf, von denen die Aufnahme vom 28. Februar 1964, im Number One Studio, BBC Piccadilly Theatre, London, auf der Beatles-Kompilationsalbum Live at the BBC am 28. November 1994 erschien.[12]
- Am 20. November 1995 wurde das Beatles-Kompilationsalbum Anthology 1 veröffentlicht, auf dem sich eine Live-Aufnahme vom 4. November 1963 in Mono von Till There Was You befindet, die für die Radio- und Fernsehsendung The Royal Command Performance im Prince of Wales Theatre, London aufgenommen wurde.
- Am 8. November 2013 erschien eine weitere Version von Till There Was You auf dem Album On Air – Live at the BBC Volume 2. Die Aufnahme erfolgte am 10. Juli 1963 im Studio Two, Aeolian Hall, London.
- Auf dem Beatles-Album The Beatles Bootleg Recordings 1963 erschienen am 17. Dezember 2013 drei weitere BBC-Versionen von Till There Was You: Aufnahme vom 17. Dezember 1963 im BBC Playhouse Theatre, London und Aufnahme vom 1. Juni 1963 vom 22. Dezember 1963 im BBC Paris Theatre, London.

## Weitere Coverversionen
- Peggy Lee – Latin Ala Lee![13]
- Nana Mouskouri -  The Girl from Greece Sings[14]
- Ray Charles – Come Live with Me[15]